# Sloni si zapomnijo (knjiga)
Sloni si zapomnijo je detektivski roman izpod peresa Agathe Christie.
Gre za zadnji roman, ki vključuje Hercula Poirota ali Ariadno Oliver. Kljub temu je po življenjski zgodbi Hercula Poirota zadnji roman Zavesa, ki ga je Agatha Christie napisala že v štiridesetih letih. Posebna zanimivost pri tem romanu je ta, da Poirot rešuje primer glede na nejasne indice zdaj že starejših ljudi, ki se tudi bolj malo spomnijo, saj se je zločin zgodil pred več kot 15 leti.

## Etimologija naslova
Naslov Sloni si zapomnijo prihaja od znanega pregovora: Sloni si zapomnijo. To reklo je prva uporabila Ariadne Oliver v začetku knjige, ko je rekla, da si zločina izpred toliko let ljudje zagotovo niso zapomnili. Sloni pa naj bi si ga zapomnili, ker imajo boljši spomin. Tako sta Oliverjeva in Poirot kar nekajkrat povedala, da gresta lovit slone. To je zmedlo kar nekaj ostalih oseb, npr. tajnico Ariadne Oliver, ki je trdila, da je njena delodajalka odšla v vzhodno Afriko na safari lovit slone.

## Zgodba

### Uvod
Literarno kosilo (prvo poglavje)
Slavna pisateljica Ariadne Oliver na literarnem kosilu, katerih se sicer ne udeležuje, sreča gospo Burton-Cox. Slednja ima sina, ki se namerava poročiti s Celio Ravenscroft, ki je po naključju krščenka gospe Oliver, čeprav ona tega ne ve. Celiina starša pa sta umrla, ko je bila Celia stara okoli 10 let, oba so mrtva našli na skalni pečini. Gospa Burton-Cox jo zato prosi, da bi ji Oliverjeva kot slavna pisateljica kriminalnih romanov pomagala razrešiti ta primer, saj se Burton-Coxova boji, da bi morebitni ubijalski nagon od katerega od staršev prišel tudi na njene morebitne vnuke ali vnukinje.
Sloni prvič omenjeni (drugo poglavje)
Ariadne Oliver ne ve, kaj naj stori, zato se obrne na starega prijatelja, slavnega belgijskega detektiva Hercula Poirota. On ji ponudi pomoč in odloči, da bosta ponovno odprla primer in ga s skupnimi močmi poskušala rešiti.

### Prva knjiga: Sloni
Veliki priročnik tete Alice (tretje poglavje)
Ariadne Oliver poskuša najti čim več naslovov prijateljev iz tistega obdobja, pri tem ji pomaga njej ne najbolj priljubljena tajnica Miss Livingstone, ki pa je šele kratek čas pri njej v službi. Dokoplje se tudi do telefonske številke Celie Ravenscroft, s katero se zmeni za večerno srečanje.
Celia (četrto poglavje)
Celia pride na obisk in Oliverjeva ji zastavi nekaj vprašanj. Med drugim izvemo, da je bila Ariadne Oliver v času umora na pisateljski turneji v Ameriki in da ve o samih žrtvah in zločinu zelo malo. Podobno izvemo tudi o Celii, ki je bila takrat v šoli v Švici. Pred bralcem se že izriše grob seznam osumljencev, pred umorom tako ali drugače povezanih z družino Ravenscroft.
Stari grehi imajo dolge sence (peto poglavje)
Hercule Poirot se sreča na večerji z višjim inšpektorjem Spencom in glavnim inšpektorjem Garrowayem. Med uživanjem morske hrane Poriot izve, da ni bilo popolnoma nobenih dokazov za umor, prav tako pa se nikomur ni zdel logičen skupinski samomor ali umor in samomor, ker sta zakonca živela zelo srečno.
Stara prijateljica se spominja (šesto poglavje)
Mrs Oliver se odpravi na obisk k stari prijateljici Julie Carstairs, ki je bila že kar precej v letih. Med drugim pisateljica izve, da je pokojna Margaret Ravenscroft imela na zalogi kar štiri lasulje. Revolver, s katerim sta bila ubita, je bil od doma, kjer je general hranil dva revolverja zaradi varnosti. Carstairsova pove teorijo, da je bil general hudo bolan (za rakom ali koronarkami). Tudi pove, da naj bi za generala delala mlada tajnica, ki mu je po nareku pisala knjigo o življenju generala na Malaji in da bi se lahko želel general poročiti z njo in ubil ženo, nato še sebe. Isto ugibanje pove tudi o ženi, da naj bi imela ljubimca še takrat v Malaji. Julie Carstairs reče, da sama verjame, da je bil to zločin iz ljubosumja. Izvemo tudi, da je žena nekoč nekaj rekla carstairsovi o novem začetku življenja.
Nazaj v otroško sobo (sedmo poglavje)
Ariadne Oliver se sreča z Mrs Matcham, ki je bila v času umora varuška otrok v hiši. Matchamova pove, da naj bi bila sestra enega izmed pokojnikov duševno motena in da naj bi otroka vrgla v reko. Po uspešni rehabilitaciji v norišnici se naj bi vrnila nazaj k Ravenscroftovima. Ostarela Mrs Matcham pa se nič ne spomni o kakršnem koli umoru ali skupinskem samomoru, pravzaprav se niti ne spomni, da sta Ravenscroftova umrla.
Mrs Oliver na delu (osmo poglavje)
Mrs Oliver obišče lekarno, v kateri dela Marlene Buckle, hči Mrs Buckle. Marlene jo napoti k materi v Vilo Lovor. Mrs Buckle se za razliko od ostalih slonov spomni bistveno več, pri Ravenscroftovih je delala kot čistilka. Mrs Buckle se spomni, da je nekoč h generalu prišel neki znanec iz regimenta, večkrat obsojen in zaprt, ki pa ga je general le zaposlil kot vrtnarja zaradi priporočil. Mrs Buckle izjavi, da je vedno verjela, da ju je ubil vrtnar. Lady Ravenscroft naj bi imela zdravstvene težave, zaradi katerih je kar nekajkrat odšla v London k zdravniku. Mr Edward naj ne bi maral preveč svoje matere, ker naj bi po mnenju Mrs Buckle prišel v tisto obdobje. Pojavijo se nove osebe – Fred Well (vrtnar), Mr Edmunds (inštruktor glasbe, ki naj bi bil všeč lady Ravenscroft) in Mrs Jarrow (sestra ali polsestra lady Ravenscroft, njej na oko precej podobna, ki naj bi skrbela za slabo ozračje v hiši in za prepire). Slednja naj bi si celo sposojala denar.
Kaj pokažejo slonovske raziskave (deveto poglavje)
Ariadne Oliver in Hercule Poirot se zmenita za sestanek, na katerem sta si povedala, kar sta do sedaj izvedela. Oliverjeva pove Poirotu večino starih ugibanj in teorij, prav tako pa mu pove zanimivost o ženinih lasuljah – zakaj bi žena nosila lasuljo na dan smrti?
Desmond (deseto poglavje)
K Herculu Poirotu pride na obisk Desmond Burton-Cox, bodoči soprog Celie Ravenscroft, ki izrazi željo, da bi Poirot razrešil primer. Celia se je namreč odločila, da se ne bo poročila, preden bo ta primer rešen.

### Druga knjiga: Dolge sence
Inšpektor Garroway in Poirot primerjata zapiske (enajsto poglavje)
Poirot od inšpektorja Garrowaya dobi ime lasuljarne Eugene in Rosentelle, kjer je Margaret Ravenscroft dobivala lasulje. Pred Poirotom se tudi odvije družinsko drevo Margaret Preston-Grey, poročene Ravenscroft. Imela je enojajčno sestro dvojčico Dorotheo. V zvezi z Dorotheo Jarrow se je zgodaj zgodila tragedija – štiriletni otrok je prejel udarec v glavo, padel v umetni ribnik in utonil. Krožilo je več zgodb, tudi ta, da je to storila mati – Dorothea (Dolly). Dolly se je nato popolnoma zlomila in poslali so jo v umobolnico. Po nekaj letih so jo imeli za ozdravljeno in spustili so jo domov. Nato pa je živela v Overcliffu, kjer je ponoči hodila v spanju in padla v prepad.
Celia spozna Hercula Poirota (dvanajsto poglavje)
Celia Ravenscroft pride na krajši obisk k Herculu Poirotu, tik pred obiskom Mrs Burton-Cox. Poirot pride do informacije, da Desmond ni pravi sin Mrs Burton-Cox, ampak njen posinovljenec. Celia izrazi željo, da bi zadostili radovednosti Burton-Coxove, ki je nikoli ni marala, in da bi odkrili rešitev te tragedije.
Mrs Burton-Cox (trinajsto poglavje)
Poirota obišče takoj po Celii še Burton-Coxova. Poirot in Oliverjeva ugotovita, da Burton-Coxova ne ve prav dosti o tragediji, pač pa je večkrat odločno poudarila stališče, da ne želi oddati sina hčerki morilke. Zelo kmalu odide, zato dobita tako Poirot kot Oliverjeva občutek, da ima nekaj za bregom.
Dr. Willoughby (štirinajsto poglavje)
Dr Willoughby je sin doktorja, ki je nekdaj zdravil Dorotheo Preston-Grey, poročeno Jarrow. Willoughby starejši je bil vselej prepričan, da za tragedijo otroka v umetnem ribniku stoji Dorothea. Zdela naj bi se mu nevarna in pretirano ljubosumna. Po uspešnem zdravljenju je Dolly odšla v tujino – na Malajo, kjer je nekdo napadel sosedovega otroka. General Ravenscroft je takrat privolil, da odpelje Dolly na zdravljenje nazaj v Anglijo. Doktor pove, da ni bilo pri Molly (lady Margaret Ravenscroft) nikoli odkrite nikakršne duševne motnje. General naj bi se v mladosti zaljubil v Dolly, potem pa naj bi zaslutil nevarnost v njej, zato se zaljubil v njeno sestro Molly in se z njo poročil. Dolly je bila zato na sestro zelo ljubosumna, medtem ko ji je bila Molly zaščitniško vdana.
Eugene in Rosentelle, frizerski in lepotilni salon (petnajsto poglavje)
Ariadne Oliver se odpravi na obisk k Madame Rosentelle, starejši ženski, nekdaj vrhunski frizerki in lasuljarki. Poleg nekaj uporabnih nasvetov o modi prejme Oliverjev tudi podatek, da je prišla nekaj tednov pred dvojnim samomorom k njej francoska služabnica lady Ravenscroft in v njenem imenu naročila še dve lasulji.
Mr Goby poroča (šestnajsto poglavje)
Poirot obišče gospoda Gobyja, vrhunskega detektiva, ki je slovel po tem, da je v zelo hitrem času izbrskal izjemno veliko podatkov o komerkoli. Tako poroča Poirotu, da je bila Burton-Coxova poročena s Cecilom Aldburyem, izdelovalcem gumbov in bogatašem. Štiri leta po poroki je Aldbury umrl v avtomobilski nesreči, po smrti njunega edinega otroka pa je bogastvo prešlo na vdovo. Kljub pričakovanjem pa bogastva ni bilo toliko, saj je podjetje v letih pred smrtjo moža slabše poslovalo. Izdatno vsoto denarja je zapustil Mr Aldbury tudi Kathleen Fenn, intimni ljubici, ki je zatem rodila sina, ki naj bi bil sin Aldburyja. Tega sina je posvojila Burton-Coxova in se poročila z majorjem Burton-Coxom. Slednji je umrl na Malaji. Burton-Coxova je zavrnila prošnjo po vrnitvi sina gospodični Fenn, ki je pred kratkim umrla. Njena oporoka gre Desmondu, ampak šele po petindvajsetem letu. Burton-Coxovi naj se naložbe ne bi posrečile – ima dovolj denarja za življenje, kar pa ji očitno ni dovolj. Tako je Poirot izvedel, da je Burton-Coxova prisilila Desmonda, da napiše oporoko nanjo, kar bi se v primeru poroke s Celio Ravenscroft utegnilo spremeniti. Poirot nato od inšpektorja Garrowaya iztrži informacijo, da je lady Ravenscroft pred smrtjo njen pes večkrat ugriznil.
Poirot napove odhod (sedemnajsto poglavje)
Poirot razsvetli Oliverjevo z informacijami, ki jih je prejel od gospoda Gobyja in ji izda, da bo odpotoval v Ženevo, kjer se bo sestal z dvema služkinjama, ki sta nekoč delali pri Ravenscroftovih.
Premor (osemnajsto poglavje)
Pred odhodom pa Poirot še odide na grob Ravenscroftovih. Tam so namreč pokopani trije – Dolly, Molly in general Ravenscroft.
Maddy in Zelie (devetnajsto poglavje)
Hercule Poirot se sestane z mademoiselle Rouselle, ki mu razloži njene občutke o družini Ravenscroftovih in opiše njihovo družinsko življenje. Vendar pa ne ve prav dosti, ker jo je kmalu zamenjala mademoiselle Meauhourat. Tako Poirot obišče še Zelie Meauhourat. Poirot jo prepriča, da pride v Anglijo in izpove resnični potek dogodkov Celii in Desmondu, ki se brez tega ne bosta poročila.
Preiskovalno sodišče (dvajseto poglavje)
Poirot kot že tolikokrat prej privede pomembne osebe v tem primeru in jim razloži rešitev zločina. Njegovo pripoved spremljajo Celia, Desmond, Zelie in Mrs Oliver. Poirot opiše vse, pri tem pa mu pomaga Zelie Meauhourat. Dolly in general sta se ljubila, a je general začutil nevarnost v Dolly, zato je presedlal na njeno sestro dvojčico Molly, ki ji je bila zelo podobna. Dvakrat se je zraven Dolly zgodila velika tragedija – prvič je po udarcu v glavo padel v ribnik in utonil njen sin, po njeni uspešni rehabilitaciji in vrnitvi v družino Molly Ravenscroft pa je bil napaden neki otrok na Malaji. Tako so se preselili nazaj v Anglijo, kjer so živeli srečno do tragedije s smrtjo Dolly. Pravzaprav pa je takrat umrla Molly, ki jo je v prepad potisnila Dolly. Pred smrtjo je Molly naročila možu, naj ne izda Dolly policiji, ker Dolly ne ve, kaj dela. Tako se domislijo zgodbe o hoji v spanju in smrti Dolly, Zelie pa takoj zatem odpotuje v Švico. General jo še prej pošlje po dve lasulji za Dolly, da bi se slednja lažje pretvarjala za Molly. Nato tistega usodnega dne na skalni pečini general zadosti pravici in ubije Dolly, ki jo je v zadnjih treh tednih nekajkrat ugriznil pes, ki je vedel, da Dolly ni Molly. Takoj nato general ubije še sebe in krog je sklenjen. Zelie zgodbo potrdi in ji doda še nekaj podrobnosti. Celia in Desmond sta vesela in se poročita, Desmond spremeni oporoko, a nekaj denarja vseeno zapusti Mrs Burton-Cox.

## Seznam oseb
- Hercule Poirot – belgijski detektiv
- George – Poirotov sluga
- Ariadne Oliver – pisateljica kriminalnih romanov
- Miss Livingstone – tajnica gospe Oliver
- Celia Ravenscroft – hčerka pokojnih staršev, ki so ju našli mrtva na pečini
- Desmond Burton-Cox – Celiin zaročenec
- Mrs Burton-Cox – Desmondova mati
- Edward Ravenscroft – Celiin brat
- Glavni inšpektor Garroway – detektiv, ki je takrat vodil preiskavo
- Višji inšpektor Spence – stari Poirotov znanec
- Julie Carstairs – stara znanka Ravenscroftovih
- Mrs Matcham – ostarela varuška Ravenscroftovih
- Mrs Buckle – bivša čistilka Ravenscroftovih
- Marlene Buckle – hčerka Mrs Buckle
- Mademoiselle Rouselle – prva služkinja Ravenscroftovih
- Zelie Meauhourat – zadnja služkinja Ravenscroftovih
- Madame Rosentelle – upokojena frizerka in izdelovalka lasulj
- Dr Willoughby – psihiater, sin psihiatra, ki je zdravil sestro lady Ravenscroft
- Mr Goby – zasebni detektiv, nepremagljiv v zbiranju podatkov o ozadju kake osebe